# Magnolia garrettii
Magnolia garrettii là một loài thực vật có hoa trong họ Magnoliaceae. Loài này được (Craib) V.S.Kumar mô tả khoa học đầu tiên năm 2006.